# Thierry Bolloré

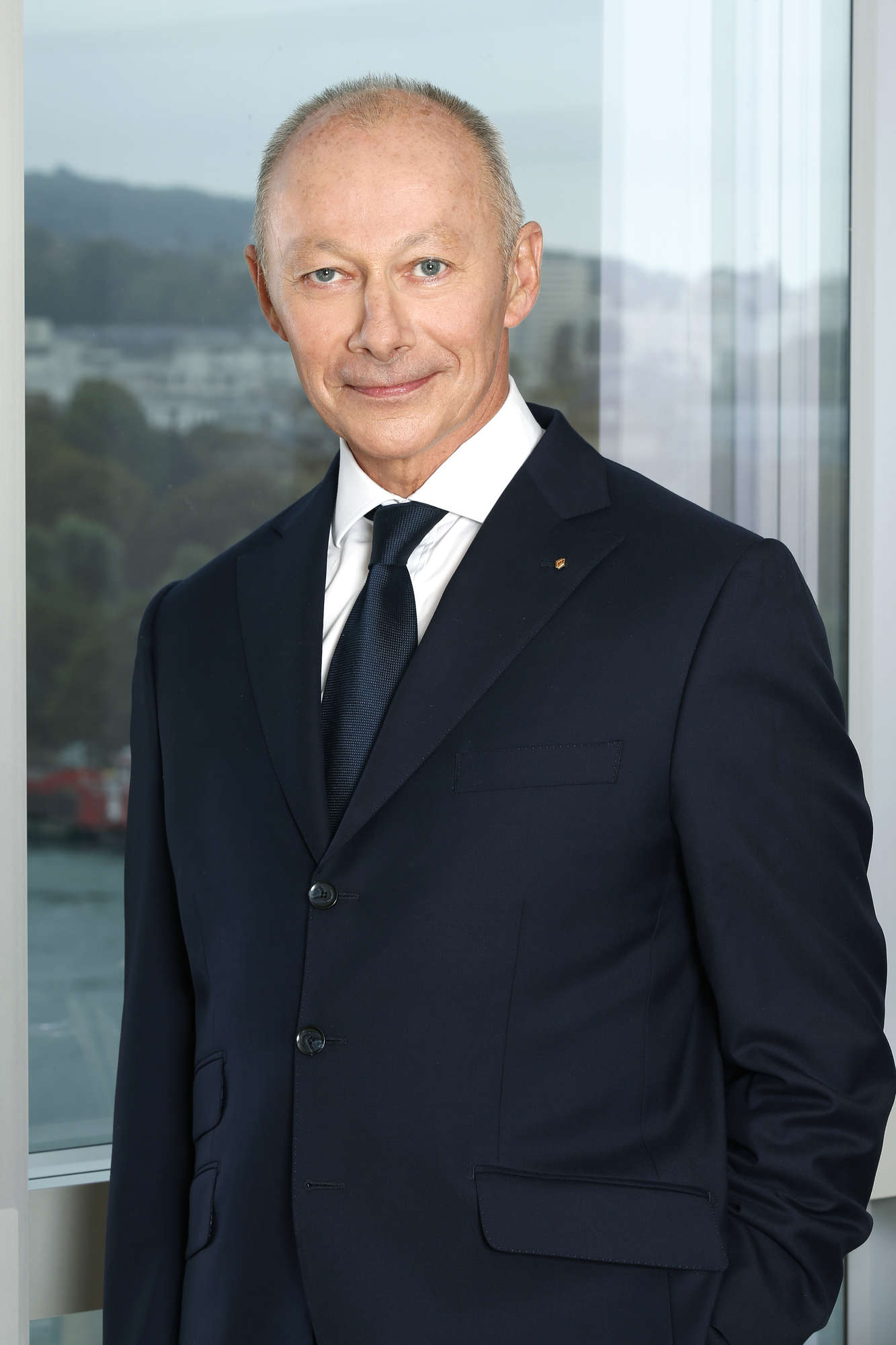
Thierry Bolloré

Thierry Bolloré (* 30. Mai 1963 in Quimper) ist ein französischer Manager, der von November 2018 bis Oktober 2019 Geschäftsführer (CEO) des französischen multinationalen Automobilherstellers Renault war. Von 2020 bis 2022 war er CEO von Jaguar Land Rover.

## Karriere
Bolloré erhielt einen Master of Business Administration an der Universität Paris-Dauphine. Er begann seine Karriere 1990 bei Michelin und war dort Manager in einer Schwerlasterreifenfabrik und ab 1993 Leiter der Prozess- und Qualitätszentrale für alle Schwerlastwagenreifenfabriken des Unternehmens weltweit. Anschließend war er für den Geschäftsbereich Schwerlaster in Europa, Asien, Afrika und Südamerika zuständig. Vier Jahre später, 1997, zog er nach Japan, wo er Industrieassistent einer ansässigen Michelin-Fabrik wurde. 1998 zog er in der Rolle des Produktionsleiters einer Fabrik nach Thailand. Später wurde er Geschäftsführer der Lkw- und Flugzeuggeschäfte.
2005 verließ er Michelin und wechselte nach China zu Faurecia, einem internationalen Hersteller von Autoteilen. Hier war er für die Asiengeschäfte zuständig. 2010 wechselte er als Vizepräsident für Europa und Südafrika zu Faurecia Emissions Control Technologies.
Im September 2012 wechselte Thierry Bolloré zu Renault und wurde einen Monat später zum Executive Vice President für Fertigung und Lieferkette ernannt. Nachdem er später auch in den Positionen des Chief Competitive Officer und des Chief Operating Officer gewirkt hatte, wurde er am 20. November 2018 zum Interims-Geschäftsführer befördert, nachdem sein Vorgänger Carlos Ghosn in Japan verhaftet wurde. Er wurde am 24. Januar 2019 zum festen Geschäftsführer der Groupe Renault ernannt und musste nach zehn Monaten bereits wieder gehen. Überproportionaler Verlust des Aktienkurses innerhalb eines Jahres und Vertrauensverlust bei der japanischen Kundschaft erforderten einen signalhaften Neuanfang bzw. energetische Restrukturierungen, die man Bolloré als Zögling des geschassten Ghosn nicht zutraute.

## Persönliches
Thierry Bolloré ist ein Verwandter des Unternehmers Vincent Bolloré. Er selbst ist Vater von fünf Kindern.